# Π-π相互作用
π-π相互作用（パイ-パイそうごさよう）とは、有機化合物分子の芳香環の間に働く分散力（ロンドン分散力）である。2つの芳香環がコインを積み重ねたような配置で安定化する傾向があるため、スタッキング(積み重ね)相互作用とも呼ばれる。
芳香族化合物は堅固な平面構造をとり、π電子系により非局在化した電子が豊富に存在する為、とくにロンドン分散力が強く発現する。したがって、π電子が増えるほど強くなる。この相互作用は普通の分子間力よりやや強く、いろいろな分子の立体配座や超分子構造形成に影響を与えている。特にDNAの二重らせんの高次構造の安定化には、核酸塩基間のπ-π相互作用や疎水結合によるスタッキング構造の形成が、核酸塩基間の水素結合とともに大きく作用している。またタンパク質分子の安定化や、ポリスチレンなどの合成樹脂（リモネンなどの芳香族溶媒に溶けやすい）、芳香族化合物の結晶、液晶などの物性にもπ-π相互作用の寄与が存在している。多くのディスコティック液晶はπ-π 相互作用により柱状構造を形成する。さらにπ-π 相互作用はナノテクノロジーにおける自己集合技術でも重要な要因である。
この他に、1つの芳香環とそれに垂直の位置にある他の芳香環に結合した水素原子との間には、T型スタッキング（T-stacking:芳香環がT字形に配置することから）と呼ばれる相互作用（また、アルキル基との間のCH/π相互作用など、一般の水素原子の場合を含め、π−H相互作用ともいう）が働くことが知られている。